# ماسيمو لوبيز
ماسيمو لوبيز (بالإيطالية: Massimo Lopez)‏ هو ممثل إيطالي، ولد في 11 يناير 1952 في أسكولي بيتشينو في إيطاليا.

## وصلات خارجية
- ماسيمو لوبيز على موقع IMDb (الإنجليزية)
- ماسيمو لوبيز على موقع روتن توميتوز (الإنجليزية)
- ماسيمو لوبيز على موقع ميوزك برينز (الإنجليزية)
- ماسيمو لوبيز على موقع أول موفي (الإنجليزية)
- ماسيمو لوبيز على موقع ديسكوغز (الإنجليزية)
- ماسيمو لوبيز على موقع قاعدة بيانات الفيلم (الإنجليزية)
- ماسيمو لوبيز على موقع كينوبويسك (الروسية)
- ماسيمو لوبيز على موقع ANN person (الإنجليزية)